# 카네코 시오리
카네코 시오리(일본어: 金子 栞かねこ しおり 가네코 사오리[*], 1995년 6월 13일 ~ )는 일본 여성 아이돌 그룹 전 SKE48의 멤버이다. 오디션을 통해 4기생으로 합격했다. 애칭은 「きんちゃん」.

## 내력
- 2010년 9월 29일, SKE48 오디션을 통해 합격.
- 2010년 12월 6일, 연구생에서 정식 멤버(팀E)로 승격.
- 2014년 5월 29일, 팀S 데구치 아키, 마츠모토 리나, 팀E 키토 모모나와 함께 SKE48 졸업.

## 인물
- 캐치 프레이즈는 「せーの、はぴはっぴぃ。という訳で、今日もたくさんのハピスマイルをお届けします。埼玉生まれの○○歳、金子栞です。(하나- 둘, 해피 해피- 그런 연유로, 오늘도 많은 해피 스마일을 보내드립니다! 사이타마현에서 태어난 ○○세, 카네코 시오리입니다!)」이다.
- 본인이 아닌 사촌이 오디션에 응모했다고 한다.
- 좋아하는 음식은 「딸기 타르트」와 「복숭아」. 좋아하는 사이리움의 색상은 「빨강」과 「흰색」이라고 한다.
- 특기는 「잠자기」와 「달리기」. 취미는 「케이크를 만드는 것을 구경하는 것」과 「농구」.
- SKE48 AB형 트리오의 회원이다. AB형 트리오의 다른 회원으로는 오야 마사나와 데구치 아키가 있다.
- 「きんちゃん」이라는 애칭은 본인이 지은 것이 아니라 SKE48의 지배인, 유아사 히로시가 지었다고 한다.
- 방송 촬영 중, 종종 뜬금없고 엉뚱한 행동을 보일 때가 있어 「天然」이라는 소리를 자주 듣는다. 다만 본인은 그런 이야기를 항상 부정.
- 사이타마현의 축구 팀, 우라와 레드 다이아몬즈의 팬이다.
- AKB48의 시노다 마리코를 동경. SKE48의 경우에는 모든 멤버를 좋아하지만 오기소 시오리를 특히 존경한다고 한다.
- 미래의 꿈은 「모델」.

## SKE48의 참가곡

### 싱글 CD
- 青春は恥ずかしい (홍조)
- そばにいさせて
- 誰かのせいにはしない (홍조)
- パパは嫌い
- オキドキ (선발)
- 片想いFinally (선발)

### 극장 공연 유닛곡
- teamE 1st Stage「パジャマドライブ」
  - てもでもの涙

## 출연 작품

### 버라이어티
- 週刊AKB (テレビ東京 )
- ぶっつけ!! 〜SKE48マルチタレントへの道〜 (東海テレビ)
- スター姫さがし太郎 (テレビ東京)
- SKE48の世界征服女子 (中京テレビ)
- SKE48のマジカル・ラジオ (日本テレビ)

### 라디오
- SKE48♥1+1は2じゃないよ! (東海ラジオ )
- SKE48 観覧車へようこそ!! (CBCラジオ)

### 콘서트
- SKE48 コンサート「汗の量はハンパじゃない」（2010년 10월、 SHIBUYA-AX 、 Zepp Nagoya 、 神戸国際会館こくさいホール ）
- Kinect for Xbox 360 Presents 1!2!3!4!ヨロシク!勝負は、これからだ! supported by LAWSON（2010年11月27日 , 愛知県芸術劇場大ホール ）
- AKB48 よっしゃぁ～行くぞぉ～！in西武ドーム （2011년 7월 22일 ~ 24일 , 西武巨蛋）

### 영화
- ギャルバサラ -戦国時代は圏外です-（角川映画 ）